# Bishnupurkatti
Bishnupurkatti (nep. बिष्णुपुर कट्टी) – gaun wikas samiti we wschodniej części Nepalu w strefie Sagarmatha w dystrykcie Siraha. Według nepalskiego spisu powszechnego z 2001 roku liczył on 1976 gospodarstw domowych i 11126 mieszkańców (5431 kobiet i 5695 mężczyzn).